# ترمینال ریچموند هیل سنتر
ترمینال ریچموند هیل سنتر (انگلیسی: Richmond Hill Centre Terminal) ترمینال اتوبوسرانی منطقه یورک، ویوا، و گو ترانزیت در ریچموند هیل، انتاریو است. این ترمینال علیرغم نامش در مرکز شهر ریچموند هیل قرار ندارد، اما در ۴ کیلومتری (۲٫۵ مایلی) به سمت جنوب در مرزهای جنوبی شهر واقع شده‌است و در همسایگی وان (شهرک) و مارکهام (انتاریو) قرار دارد. نزدیک به جاده ارتباطی که تقاطع خیابان یانگ و بزرگ‌راه ۷ انتاریو را به هم متصل می‌کند. ترمینال در ۴ سپتامبر ۲۰۰۵ افتتاح شد.